# Антон Дењикин
Антон Иванович Дењикин (рус. Анто́н Ива́нович Дени́кин; Влоцлавек, 16. децембар 1872 — Ен Арбор, 8. август 1947) је био генерал-пуковник руске царске војске и један од водећих генерала Беле гарде за време Руског грађанског рата.

## Детињство и младост
Рођен је у тада руском, а сада пољском граду Влоцавеку као син нижег официра. Дењикинова вештина и амбиција прокрчили су му пут. Образовао се у кијевској војној школи и Академији генералштаба. По први пут је активно учествовао у Руско-јапанском рату 1905. године.

## Први светски рат
Када је избио Први светски рат, Дењикин је био генерал-мајор и командант кијевског војног округа. Био је у саставу 8. армије као заменик начелника штаба и у септембру 1914. послан је у Галицију. Током 1916. командовао је 8. корпусом у Румунији за време успешне Брусиловљеве офанзиве. Након Фебруарске револуције и свргавања цара постао је начелник штаба Михајла Алексејева, па онда Алексеја Брусилова и коначно Лева Георгевича Корнилова. Дењикин је подржао покушај државног удара његовог команданта, што је познато као Корниловљева афера. Због тога је био ухапшен и утамничен са Левом Корниловом. Након тога главнокомандујући је постао Михаил Алексејев.

## Командант Белих
Након Октобарске револуције Дењикин и Корнилов су побегли до Новочеркаска у јужној Русији и заједно са царистичким официрима створили су добровољачку војску, којом је најпре командовао Лавр Корнилов. Када је Корнилов убијен у априлу 1918. близу Краснодара, Дењикин је преузео заповедништво над добровољачком армијом. Постојала је идеја да великог кнеза Николу поставе као главног команданта, али Дењикин није желео да дели власт. Добровољачка армија је 8. јануара 1919. ушла у састав Оружаних снага југа Русије. Признао је 12. јуна 1919. адмирала Колчака за главнокомандујућег руске војске и за премијера руске владе. Почетком 1919, Дењикин је успео да на северном Кавказу савлада бољшевички отпор и да потчини себи војске донских и кубанских козака. Одстранио је и пронемачког генерала Краснова, па је преко црноморских лука добијао велику количину оружја од Антанте.
Када је уследила комунистичка контраофанзива повукао је своје снаге према Дону. Дењикин је предводио напад јужних белих снага када су покушали коначно да лета 1919. заузму Москву. Током септембра и октобра 1919, остварио је велики успех, тако да су 6. октобра заузели Вороњеж, а 13. октобра Орел и почели су угрожавати Тулу. Бољшевици су тада били близу катастрофе и све су снаге бацили у борбу против Дењикина. Армија му је била прерастегнута, тако да су беле снаге претрпјеле одлучан пораз код Орела у октобру 1919. на око 400 километара јужно од Москве. После тога беле снаге су биле у сталном повлачењу док нису дотеране до Крима марта 1920. године. Као главнокомандујући, Дењикин је настојао да врати ред, законе и грађанске слободе на подручјима, која су била под његовом контролом. Међутим није имао довољно времена да спроведе очекивану реформу земљишног поседа, што је било нужно да би се придобили мали поседници.
Бели под командом Дењикина су направили доста зла руским Јеврејима . Иако је Дењикин издао изричите наредбе различите беле снаге (посебно козаци) су највероватније одговорни за погроме против Јевреја у Украјини и Русији. Погроми су изазвани јеврејском подршком бољшевицима и њиховом учешћу у репресивним организацијама црвених, а посебно Чеки. Снаге под Дењикиновим заповедништвом су често били ван његове контроле. Као вођа Белих, Дењикин је био критикован да није успоставио одговарајућу дисциплину и контролу над својом војском. Дењикин је и сам то сматрао својом највећом грешком. У хаотичним условима грађанског рата није било лако контролисати војску. Дењикин је поднио оставку и предао је команду Врангелу, а сам је отишао бродом у Константинопољ.
Србија га је одликовала Краљевским орденом Белог орла.

## У изгнанству
Провео је неколико месеци у Енглеској, затим је био у Белгији и касније у Мађарској. Од 1926. живео је у Француској. Иако је остао жесток противник руске комунистичке власти остао је дискретан у политици, па је већину времена проводио у писању и у предавањима. Када је Хитлер окупирао Француску 1940, Дењикин је напустио Париз. Када је био заробљен одбио је да га нацисти користе за противсовјетску пропаганду. Његови дневници из ратног периода су показали да је био ужаснут нацистичким антисемитизмом. Након завршетка Другог светског рата настојао је да увери савезнике да дозволе останак совјетских ратних заробљеника, који не желе да се врате у Совјетски Савез. У томе углавном није успео. Од 1945. до 1947. живео је у САД. Његова ћерка Марина Дењикина добила је 2005. руско држављанство.

## Пренос у Русију
Дана 3. октобра 2005, са одобрењем кћерке Марије Дењикине, посмртни остаци Дењикина су пренесени у Донски манастир.